# Adelebsen
Adelebsen is een gemeente in de Duitse deelstaat Nedersaksen. De gemeente ligt in het Landkreis Göttingen.
De gemeente telde 6.181 inwoners op 31 december 2023.

## Geboren
- Ernst Gräfenberg (1881-1957), Duits gynaecoloog
- Markus Beerbaum (1970), Duits springruiter

## Afbeeldingen

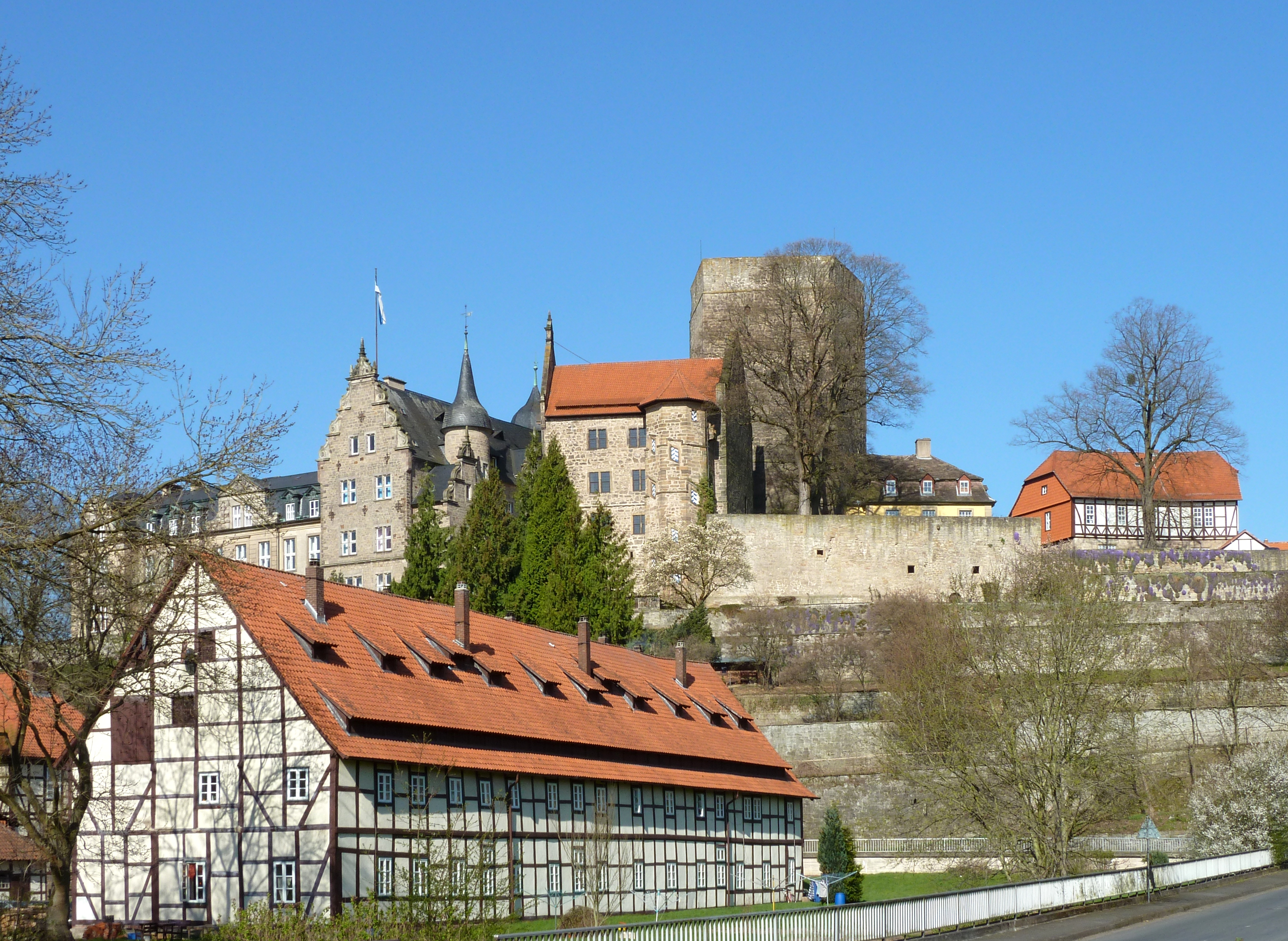
Burg Adelebsen
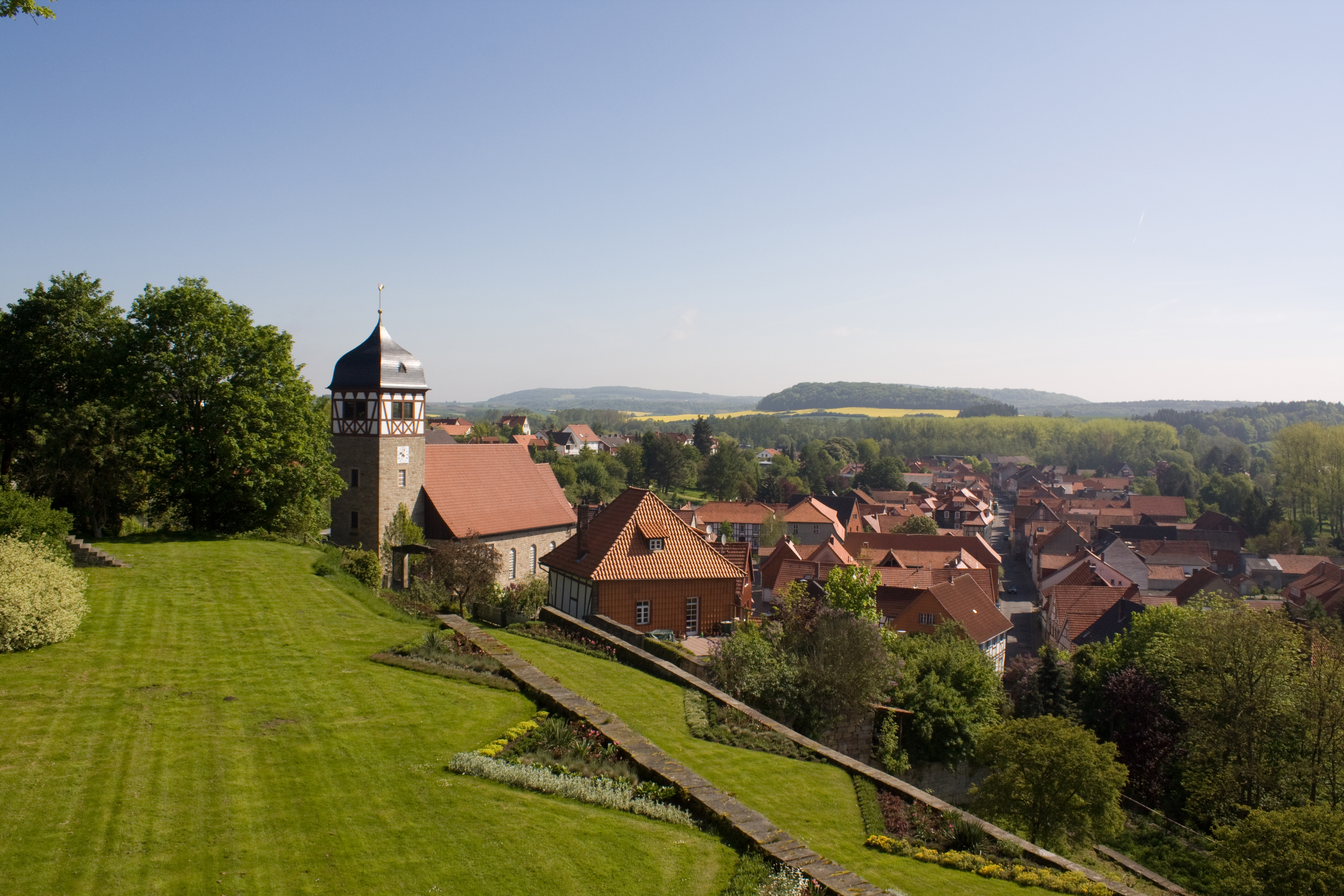
St.-Martini-Kirche
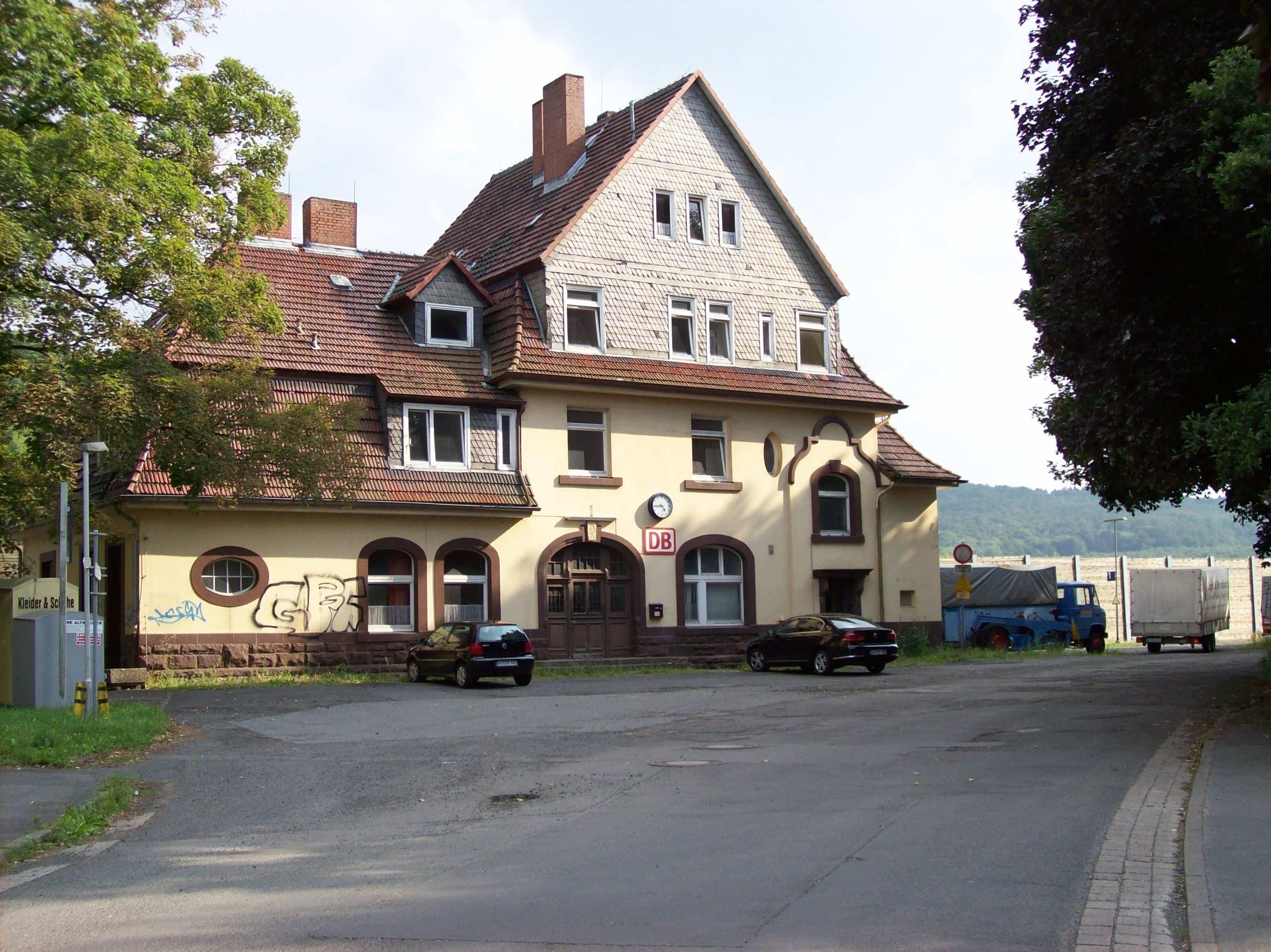
Station

- Gemeinsame Normdatei: 4253237-1
- Library of Congress Control Number: n2009071191
- Nationale Bibliotheek van Israël: 987007375702405171
- Virtual International Authority File: 168727464
- WorldCat: E39PBJfcRctQY47cjTJmbtx7HC

Adelebsen · 
Bad Grund · 
Bad Lauterberg im Harz · 
Bad Sachsa · 
Bilshausen · 
Bodensee · 
Bovenden · 
Bühren · 
Dransfeld · 
Duderstadt · 
Ebergötzen · 
Elbingerode · 
Friedland · 
Gieboldehausen · 
Gleichen · 
Göttingen · 
Hann. Münden · 
Harz (gemeentevrij gebied, Landkreis Göttingen) ·
Hattorf am Harz · 
Herzberg am Harz · 
Hörden am Harz · 
Jühnde · 
Krebeck · 
Landolfshausen · 
Niemetal · 
Obernfeld · 
Osterode am Harz · 
Rhumspringe · 
Rollshausen · 
Rosdorf · 
Rüdershausen · 
Scheden · 
Seeburg · 
Seulingen · 
Staufenberg · 
Waake · 
Walkenried · 
Wollbrandshausen · 
Wollershausen · 
Wulften am Harz